# Joe Lynn Turner

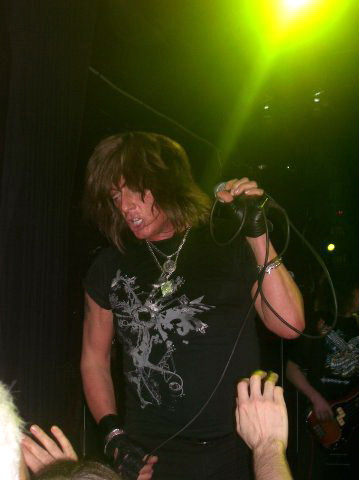
Joe Lynn Turner în 2008.

Joe Lynn Turner (născut Joseph Linquito pe 2 august 1951 în Hackensack, New Jersey) este un cântăreț de hard rock, cel mai cunoscut pentru activitatea sa cu Rainbow, Yngwie Malmsteen dar și pentru scurta sa perioadă petrecută în Deep Purple.